# Vachellia flexuosa
Vachellia flexuosa là một loài thực vật có hoa trong họ Đậu. Loài này được (Humb. & Bonpl. ex Willd.) Forero & C. Romero mô tả khoa học đầu tiên năm 2009.